# Фирценешть (комуна)
Фирценешть, Фирценешті (рум. Fârțănești) — комуна у повіті Галац в Румунії. До складу комуни входять такі села (дані про населення за 2002 рік):
- Віїле (1643 особи)
- Фирценешть (3662 особи)

Комуна розташована на відстані 211 км на північний схід від Бухареста, 40 км на північ від Галаца.

## Населення
За даними перепису населення 2002 року у комуні проживали 5305 осіб.
Національний склад населення комуни:
| Національність | Кількість осіб | Відсоток |
| -------------- | -------------- | -------- |
| румуни         | 5287           | 99,7%    |
| цигани         | 15             | 0,3%     |
| угорці         | 1              | < 0,1%   |

Рідною мовою назвали:
| Мова      | Кількість осіб | Відсоток |
| --------- | -------------- | -------- |
| румунська | 5296           | 99,8%    |
| циганська | 8              | 0,2%     |
| угорська  | 1              | < 0,1%   |

Склад населення комуни за віросповіданням:
| Релігія       | Кількість осіб | Відсоток |
| ------------- | -------------- | -------- |
| православні   | 5298           | 99,9%    |
| п'ятдесятники | 2              | < 0,1%   |